# KOI-2469
KOI-2469 é uma estrela localizada a cerca de 1.556,8 anos-luz de distância a partir da Terra. Ela é uma estrela variável. Esta estrela é notável por possivelmente hospedar um exoplaneta, o KOI-2469.01, que se for confirmado o planeta tem grandes chances de ser habitável.